# Terreur rouge (Russie)
Pour les articles homonymes, voir Terreur rouge.
Le terme de terreur rouge (russe : красный террор (krasnyï terror)) désigne la politique répressive d'arrestations et d'exécutions de masse appliquée en Russie soviétique par la Tchéka et l'Armée rouge pour le compte du gouvernement bolchevik durant la guerre civile russe. Elle se déroule en parallèle, et dans certains cas en réaction, à la « terreur blanche » appliquée par les Armées blanches contre-révolutionnaires. Pour l'historien Orlando Figes, la Terreur rouge était prévue depuis le début par les bolcheviks, Lev Kamenev considérant notamment que la soumission par la force de toute opposition était le seul moyen d'assurer le succès de la révolution. Selon l'historien britannique George Leggett, environ 140 000 personnes ont péri à la suite de la terreur rouge.
Par extension, l'expression est employée dans le langage courant pour qualifier durant la même période la répression et les exactions des mouvements communistes d'autres pays, durant la guerre civile finlandaise (prolongement de la guerre civile russe) ou sous la république des conseils de Hongrie (terreur rouge hongroise).

## Origines du terme
Politiquement, le mot terreur renvoie d'abord à la Terreur de la Révolution française. Pour certains auteurs, il y a une forte continuité entre jacobinisme républicain et direction bolchévique de la Guerre civile russe.
Des auteurs, comme le social-démocrate allemand Karl Kautsky, constatent des ressemblances avec le « règne de la Terreur » de la Révolution française,,. D'autres soulignent le rôle des mouvements révolutionnaires russes du XIXe siècle, et surtout Narodnaïa Volia (« Volonté du peuple ») et le mouvement nihiliste, qui comprenait plusieurs milliers de partisans. Le mouvement « Volonté du peuple » a organisé une des premières campagnes de terrorisme politique dans l'histoire. En mars 1881, le mouvement assassine l'empereur Alexandre II de Russie.
Les idéologues importants de ces groupes ont été Mikhaïl Bakounine et Serge Netchaïev. Netchaïev a soutenu que l'objet de la terreur révolutionnaire n'est pas d'acquérir un support des masses, mais, au contraire de Bakounine, d'infliger la misère et la peur sur la population commune.
Le mouvement communiste russe (bolchevik) se définit, au départ, en opposition au terrorisme populiste de Volonté du Peuple. Lénine lui-même a vécu ce qui est selon lui l'impasse du terrorisme individuel puisque son frère aîné, Alexandre Oulianov, a été exécuté le 11 mai 1887 à la suite de sa participation à une tentative d'attentat contre l'empereur Alexandre III. Dans la même période, Trotski s'oppose au terrorisme individuel dans un article intitulé Pourquoi les marxistes s’opposent au terrorisme individuel.

## Pendant la Guerre civile

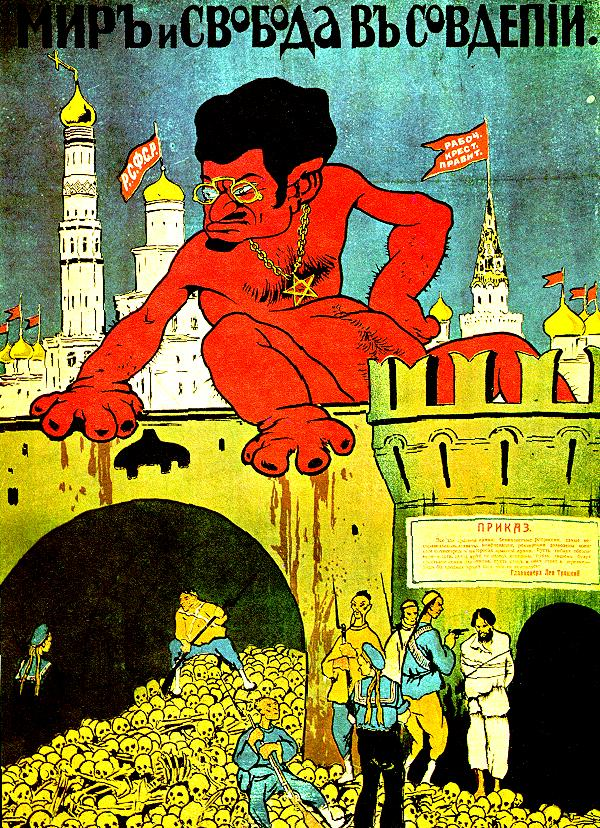
Affiche de propagande des Blancs, représentant la terreur rouge menée par Trotski, figuré comme un diable rouge portant l'étoile rouge-pentagramme. La légende indique : Paix et Liberté en Sovdepie (Russie soviétique), 1919.

Les instruments de coercition se mirent en place progressivement après la Révolution et au début de la Guerre civile. La « Commission extraordinaire panrusse près le Conseil des commissaires du peuple pour combattre la contre-révolution et le sabotage » (Vetcheka) est instaurée le 7 décembre 1917, mais ne dispose que de pouvoirs très limités : elle mène des enquêtes et ne peut punir que par la confiscation des biens et des cartes de rationnement. Mais assez rapidement, les organismes locaux de cette Tchéka, dans l'atmosphère de la Guerre civile, s'accordent des pouvoirs de jugement et d'exécution. Selon l'historien Nicolas Werth, « les dirigeants bolchéviques, notamment Lénine, encouragèrent le développement d'une « terreur » populaire qui ne demandait qu'à exploser ». Avant même le déclenchement officiel de la Terreur rouge, Lénine préconise des méthodes comparables, écrivant le 11 août 1918 aux autorités de Penza à « pendre (et pendre publiquement, afin que tout le monde puisse le voir) au moins cent koulaks ». Cependant à Penza cet ordre de pendaison massive ne fut pas mis à exécution, voire violé : au mois d'août 1918 seulement treize meneurs furent fusillés non loin de là à Kuchi en représailles à l'exécution de cinq soldats de l'Armée rouge et de trois membres du soviet local par les SR de gauche.
Le terme, « terreur », est employé officiellement par le Conseil des commissaires du peuple (Sovnarkom) en septembre. Le 30 août 1918, Moïsseï Ouritski, chef de la Tchéka de Pétrograd, est assassiné par Leonid Kannegisser ; le même jour, Lénine est blessé dans l'attentat à Moscou. En réaction, 1 300 « otages de la bourgeoisie » sont massacrés par des détachements de la Tchéka dans des prisons de Petrograd et de Kronstadt, entre le 31 août et le 4 septembre. 500 otages sont exécutés à Petrograd. Le 5 septembre, le Conseil des commissaires du peuple publie un décret intitulé Sur la Terreur rouge, appelant à « isoler les ennemis de classe de la République soviétique dans des camps de concentration, et de fusiller sur-le-champ tout individu impliqué dans des organisations de Gardes-Blancs, des insurrections ou des émeutes ». Les Blancs, de leur côté, commettent également de nombreuses atrocités dans les zones précédemment contrôlées par les Rouges, exacerbant le climat de violence. Les Rouges commettent eux-mêmes des tueries dans des localités sur le point d'être prises par les Blancs, vidant parfois des prisons pour en massacrer les détenus, chaque « terreur » contribuant à entretenir l'autre. Grigori Petrovski, chargé des affaires intérieures au sein du Conseil des commissaires du peuple, encourage les prises d'otage et les exécutions, recommandant d'appliquer la terreur sans hésitations.

### Applications de la Terreur rouge

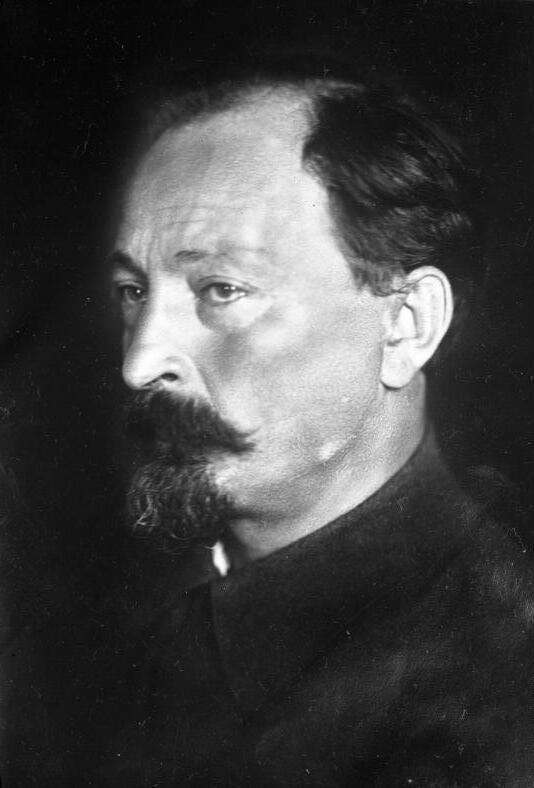
Félix Dzerjinski, chef de la Tchéka.

Entre septembre et octobre, les Rouges exécutent entre 10 000 et 15 000 autres « otages de la bourgeoisie » dans des villes comme Moscou, Tver, Nijni Novgorod, Viatka, Perm, Ivanovo-Voznessensk ou Toula. Le nombre d'exécutions commises par la Tchéka en deux semaines est deux à trois fois supérieur à celui des condamnations à mort par le régime tsariste en 92 ans.
Le 5 novembre 1918, le Sovnarkom stipule qu'« il est indispensable de garantir la République soviétique contre ses ennemis de classe, en isolant ces derniers dans des camps de travail ». Il n'y a que deux camps en 1918, destinés au départ aux Tchèques qui ne voudraient pas rendre leurs armes, et ce n'est que le 15 avril 1919 qu'un décret instaure le système des camps. Ils auraient compté autour de 76 000 détenus à la fin de la Guerre civile. Sous Staline, ils se compteront en millions. Des massacres sont commis dans les camps : dans celui de Kholmogory, la Tchéka noie des prisonniers en les jetant attachés dans des cours d'eau.
La police secrète voit ses effectifs gonfler. En avril 1918, les tchékistes ne sont que 1 000. En janvier 1919, ils sont 37 000. Au printemps 1921, à la fin de la guerre civile, leur nombre est monté à 280 000.
Les opposants réels ou supposés sont soumis à des arrestations et exécutions. Selon certaines estimations, la répression de la révolte de Tambov (1919-1921) occasionne la déportation d'environ 100 000 paysans révoltés et de leurs familles, environ 15 000 d'entre eux étant exécutés.
Le clergé russe est également soumis à la politique de terreur. Environ 3 000 prêtres, moines ou nonnes sont mis à mort durant la seule année 1918. Leurs exécutions sont parfois accompagnées d'actes de barbarie, certaines victimes étant brûlées vives, scalpées, crucifiées ou forcées de « communier » en avalant du plomb fondu.

#### Exécutions de grévistes ouvriers
Entre fin 1918 et 1919, des grèves ouvrières, suscitées par la dégradation des conditions de vie ou l'opposition de mencheviks ou de socialistes-révolutionnaires, sont durement réprimées par les unités spéciales de la Tchéka. Les répressions les plus violentes ont lieu dans les villes reprises aux Blancs. Au printemps 1919, dans des villes comme Astrakhan, Toula, Ivanovo, Orel ou Tver, des grèves suscitées par des ouvriers affamés et réclamant des rations alimentaires comparables à celles de l'Armée rouge, sont réprimées par la Tchéka. Les ouvriers sont souvent exécutés sans procès. Lénine pousse personnellement à l'exécution massive de grévistes pour « sabotage ». Ceux qui défendent les ouvriers, tels les marins de Kronsdtat se solidarisant avec les grévistes de Petrograd protestant contre les privilèges bolcheviks en 1921 (comme les marins avaient fait en 1917 contre les Blancs), sont aussi impitoyablement massacrés.

#### «Décosaquisation»
Des mesures sont prises par les Rouges pour anéantir les Cosaques en tant que groupe social : le 24 janvier 1919, le Comité central du parti bolchévik décide au cours d'une réunion secrète de pratiquer « une terreur massive contre les riches Cosaques, qui devront être exterminés et physiquement liquidés jusqu’au dernier ». Des villages entiers sont brûlés, des massacres commis parmi leurs populations, et les survivants déportés. La Tchéka institue des troïki, tribunaux spéciaux chargés de la « décosaquisation », qui condamnent à mort plusieurs milliers de Cosaques.

## Points de vue des théoriciens marxistes

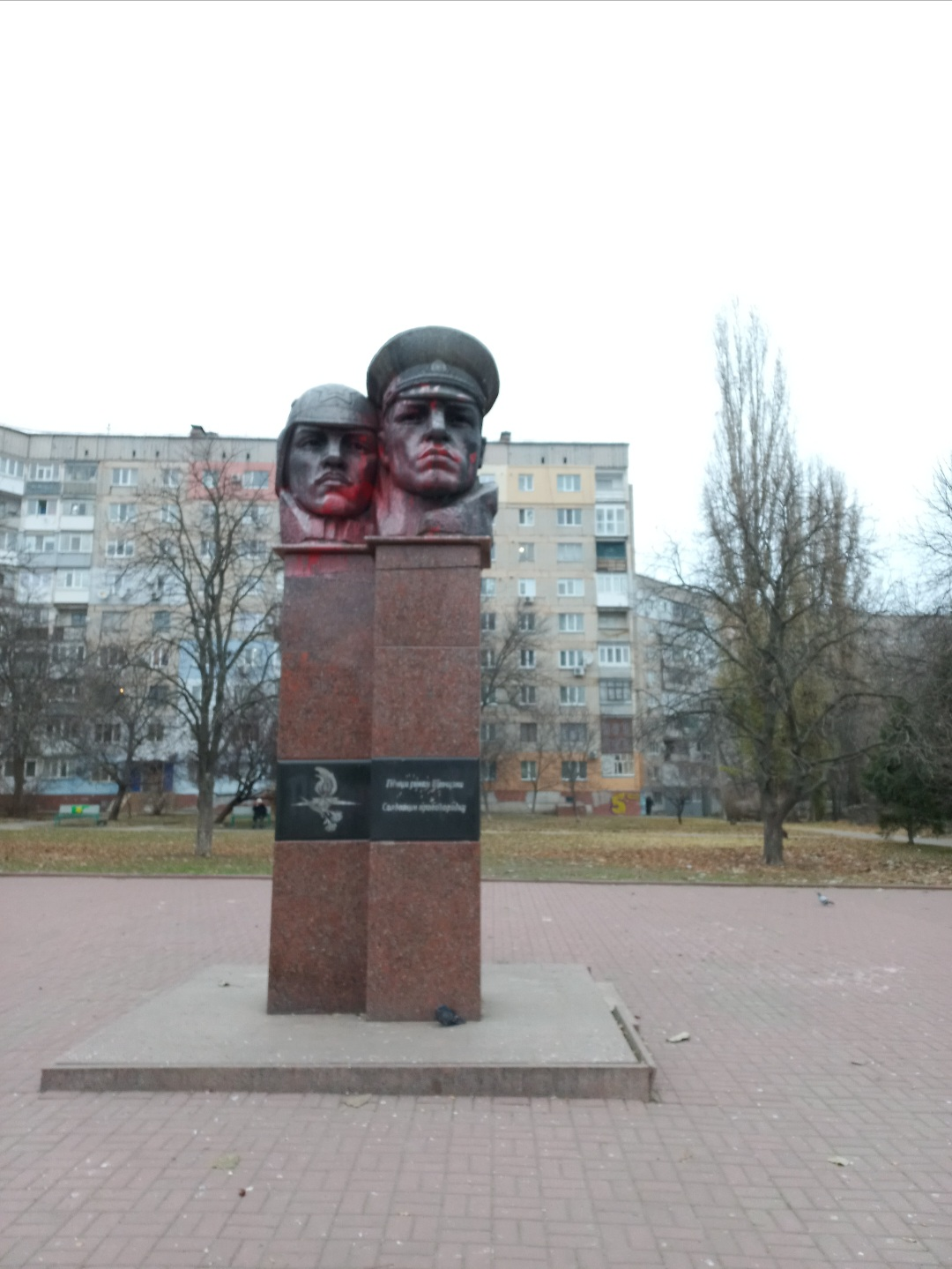
Un monument aux tchékistes à Kropyvnytskyï, après avoir été aspergé de peinture rouge, en 2024.

Lénine et Trotski ont reconnu la terreur de masse comme une arme nécessaire pendant la dictature du prolétariat et la guerre civile russe.
Karl Kautsky, dans Terrorisme et communisme, a critiqué les dirigeants bolcheviques pour la politique mise en œuvre et qualifiée par lui de terroriste. Kautsky a considéré que la « terreur rouge » représente une variété de terrorisme parce qu'elle était aveugle, destinée à effrayer la population civile, et comprenait la prise et l'exécution d'otages. Il reproche aux bolchéviks d'utiliser la peine de mort, contraire aux principes du mouvement socialiste et d'avoir supprimé la liberté de la presse.
Léon Trotski répond à Kautsky dans un livre qui porte le même titre, Terrorisme et communisme, écrit pendant la Guerre civile. Il y stigmatise l'abandon de toute perspective révolutionnaire par le vieux leader social-démocrate. Il affirme que « la conquête du pouvoir par les Soviets au début de novembre 1917 s'est accomplie au prix de pertes insignifiantes. […] À Pétersbourg, le pouvoir de Kerenski fut renversé presque sans combats ». Il ajoute, employant spécifiquement le terme de terreur rouge : « Si les choses en étaient restées là, il n'aurait jamais été question de terreur rouge ». Pour lui, c'est la résistance de la bourgeoisie russe et l'intervention étrangère qui sont la cause d'une situation de défense de la révolution.
Sur les moyens employés, Trotski explique qu'il ne s'agit pas d'une « question de principe ». Opposé à la peine de mort, il la justifie durant la période de la guerre civile. Il explique : « A une période révolutionnaire, le parti qui a été chassé du pouvoir et qui [mène contre lui] une lutte forcenée, ne se laissera pas intimider par la menace des emprisonnements à la durée desquels il ne croit pas »,. Il revendique le travail de répression : « Nos commissions extraordinaires fusillent les grands propriétaires, les capitalistes, les généraux qui s'efforcent de rétablir le régime capitaliste ».
Plus tard, en 1938, dans Leur morale et la nôtre, à ceux qui lui reprochent d'avoir pris des otages en 1919, Trotski répond que si la révolution avait fait preuve de moins d'« inutile générosité » au début, des milliers de vies auraient été épargnées par la suite. Il rappelle que Karl Marx avait soutenu la Commune de Paris en 1871 alors qu'on lui reprochait d'avoir fusillé quelques dizaines d'otages. Marx avait en fait dans La Guerre civile en France écrit que la Commune avait été « exempte des actes de violence qui abondent dans les révolutions, et bien plus encore dans les contre-révolutions des classes supérieures ».
Le 20 septembre 1919 Lénine répond à Kautsky que, contrairement à ce qu'il affirme, les bolcheviks n'ont jamais plaidé l'abolition intégrale de la peine de mort. Lénine avait au contraire jugé son maintien indispensable en 1917 du temps du régime Kerensky à tout gouvernement révolutionnaire, contre telle ou telle classe qu'il combat. Il rappelle qu'en 1903, au IIe congrès du parti, qui se traduit par la naissance du bolchevisme, les seules réactions à cette proposition ont été, d'après les PV, de demander ironiquement : « Et pour Nicolas II ? ». Les mencheviks n'avaient pas osé mettre aux voix la proposition de l'abolition de la peine de mort pour le tsar.
Il rapporte également la lettre d'un bourgeois libéral, Stuart Chase, publiée le 25 juin 1919 dans The New Republic, journal de centre-gauche, effectuant une comparaison statistique du nombre de victimes pour l'année novembre 1917-novembre 1918 entre la nouvelle Russie bolchevique et le gouvernement de la petite Finlande (400. 000 électeurs) pendant la guerre civile finlandaise en 1918. On décompte pour le gouvernement bolchevique 3.800 exécutions, « beaucoup de fonctionnaires vendus et de contre-révolutionnaires et pour le gouvernement finlandais près de 90.000 socialistes », dont « 16.500 en l'espace de trois jours ». D'après Stuart Chase, « le gouvernement finlandais a été infiniment plus terroriste que le gouvernement russe ».
La dirigeante socialiste-révolutionnaire de gauche Maria Spiridonova ne savait probablement pas grand-chose de la situation finlandaise et n'était pas exactement une théoricienne marxiste, mais elle était une opposante indéfectible à la peine de mort et avait des idées très claires sur la terreur rouge pratiquée par les bolcheviks. Dans la Lettre ouverte qu'elle adressa à l'exécutif central du parti bolchévique en novembre 1918, pendant sa détention en attente de jugement, elle écrivait entre autres :

« Jamais dans le plus corrompu des parlements, jamais dans les journaux les plus vénaux de la société capitaliste la haine pour les opposants n'a atteint des sommets de cynisme comme votre haine.
[…] Ces meurtres nocturnes de personnes enchaînées, désarmées et impuissantes, ces fusillades secrètes dans le dos, l'inhumation sans cérémonie sur place de corps dépouillés jusqu'à la chemise, pas toujours tout à fait morts, souvent encore gémissant, dans une fosse commune… quel genre de terrorisme est-ce ? Cela ne peut pas être appelé Terrorisme. Au cours de l'histoire révolutionnaire russe, le mot Terrorisme n'a pas simplement évoqué la vengeance et l'intimidation (qui étaient les toutes dernières choses dans son esprit). Non, les buts premiers du Terrorisme étaient de protester contre la tyrannie, d'éveiller un sentiment de valeur dans les âmes des opprimés, de réveiller la conscience de ceux qui gardaient le silence face à cette soumission. De plus, le Terroriste accompagnait presque toujours son acte du sacrifice volontaire de sa liberté ou de sa vie. Ce n'est qu'ainsi, me semble-t-il, que les actes terroristes des révolutionnaires pouvaient être justifiés. Mais où trouver ces éléments dans la poltronnerie de la Tchéka, dans l'incroyable pauvreté morale de ses dirigeants ? … Jusqu'à présent, les classes travailleuses ont fait la Révolution sous le drapeau rouge sans tache, qui était rouge de leur propre sang. Leur autorité morale et leur sanction résidaient dans leurs souffrances pour l'idéal le plus élevé de l'humanité. La croyance au socialisme est en même temps une croyance en un avenir plus noble pour l'humanité, une croyance en la bonté, la vérité et la beauté, en l'abolition de l'usage de toutes sortes de force, en la fraternité du monde. Et maintenant, vous avez ruiné jusque dans ses fondements cette croyance qui avait enflammé les âmes du peuple comme jamais auparavant. »

— Maria Spiridonova, Lettre ouverte à l'Exécutif central du Parti bolchévique, novembre 1918.

#### Historiens
- Nicolas Werth, Histoire de l'Union soviétique, PUF, 1999,  (ISBN 2-13-044726-0)
- Stéphane Courtois, Nicolas Werth, Jean-Louis Panné, Andrzej Paczkowski, Karel Bartosek, Jean-Louis Margolin, Le Livre noir du communisme, Robert Laffont, 1997. Chapitre 4 : « La Terreur rouge ».
- George Leggett, The Cheka: Lenin’s Political Police, Oxford University Press, 1987,  (ISBN 0-19-822862-7)
- Jacques Baynac (en collaboration avec Alexandre Skirda et Charles Urjewicz), La Terreur sous Lénine, Le Sagittaire, Paris, 1975 ; réédition coll. biblio essais, LGF, Paris, 2003.

#### Acteurs
- Karl Kautsky, Terrorisme et communisme, contribution à l'histoire des révolutions, Du Sandre, 2007.
- Léon Trotski, Terrorisme et communisme, UGE, 1963 (réponse au texte précédent).
- Sergueï P. Melgounov, La terreur rouge en Russie 1918-1924, Paris, Payot, 1927.